# Welcome Islands
Welcome Islands (spanska: Islas Bienvenido) är  en liten stenig ögrupp i nordvästra delen av det brittiskt utomeuropeiska territoriet Sydgeorgien och Sydsandwichöarna. Ögruppen ligger norr om Sydgeorgiens huvudö och öster om Bird Island i södra Atlanten.
Ögruppen ligger 6,4 km väst-nordväst om Cape Buller, utanför Sydgeorgiens norra kust. Öarna upptäcktes 1775 av James Cook. Namnet går tillbaka till åtminstone 1912 och numera väletablerat.
Den högsta punkten ligger 88 meter över havet 